# Bradley James
Pour les articles homonymes, voir James.
Ne doit pas être confondu avec James Bradley
 (août 2014).
Si vous disposez d'ouvrages ou d'articles de référence ou si vous connaissez des sites web de qualité traitant du thème abordé ici, merci de compléter l'article en donnant les références utiles à sa vérifiabilité et en les liant à la section « Notes et références ».
Bradley James, né le 11 octobre 1983 à Exeter au Royaume-Uni, est un acteur britannique. Il est principalement connu pour son rôle du roi Arthur dans la série télévisée Merlin.

## Biographie
Bradley James est né le 11 octobre 1983 à Exeter en Angleterre. Bradley et sa famille déménagent à Jacksonville (Floride), États-Unis, lorsqu'il avait 9 ans, il y a passé 4 ans. Il a deux sœurs : Stéphanie et Nathalie.

## Carrière
Il fait ses débuts au Drama Centre London (en), ce qui lui permet de participer à de nombreuses pièces de théâtre et de faire quelques apparitions télévisées. Bradley fait sa première vraie apparition à la télé dans un épisode de Inspecteur Lewis en 2008.
Sa carrière décolle en 2008, quand il a été choisi pour interpréter le prince Arthur, avant qu'il ne devienne le légendaire roi Arthur, dans la série de la BBC One intitulée Merlin.
Il joue pour la première fois au cinéma, en 2012 dans Fast Girls.
En 2019, il interprète le rôle de Giuliano de Medici dans la série Les Médicis : Maîtres de Florence.

## Passions
Bradley aime le sport et est notamment passionné de football. Enfant, il rêvait de devenir joueur de football professionnel ou acteur. Jusqu'au dernier ayant eu lieu le 2 juin 2012 au Burnley FC, il participait chaque année à des matchs de charité, très souvent avec les acteurs qui jouent les chevaliers de Camelot dans Merlin : Eoin Macken, Tom Hopper, Rupert Young et Adetomiwa Edun (en). 

## Filmographie

### Cinéma

#### Longs métrages
- 2012 : Fast Girls : Carl
- 2016 : Underworld : Blood Wars d'Anna Foerster : Varga
- 2019 : Kurier de Wladyslaw Pasikowski : Tom Dunbar

#### Court métrage
- 2009 : Portobello 196 : Jude

### Télévision

#### Séries télévisées
- 2008 : Inspecteur Lewis (Lewis) : Jack Roth
- 2008 - 2012 :  Merlin : Arthur Pendragon
- 2014 : Homeland : J.G Edgars
- 2015 : iZombie : Lowell Tracey
- 2015 : Damien : Damien Thorn
- 2017 : Bounty Hunters : Webb Sherman / Keegan Sherman
- 2019 : Les Médicis : Maîtres de Florence (Medici: Masters of Florence) : Giuliano de Medici
- 2019 : Strange Angel : Le médecin légiste
- 2020 : The Liberator : Capitaine Felix Sparks
- 2021 : Vikings: Valhalla : Harekr